# Джералдтон
Джералдтон (англ. Geraldton) — город в Австралии, расположен в штате Западная Австралия.

## Географическое положение
Находится к северу от Перта. Высота центра города составляет 5 метров над уровнем моря.

## Демография
Население города по годам:
| 1976   | 1986   | 1991   | 1996   | 2001   | 2006   | 2011   |
| ------ | ------ | ------ | ------ | ------ | ------ | ------ |
| 18 773 | 21 726 | 24 361 | 25 243 | 25 324 | 27 420 | 31 349 |

## Транспорт
В Джералдтоне имеется аэропорт.